# Mémorial Pegasus

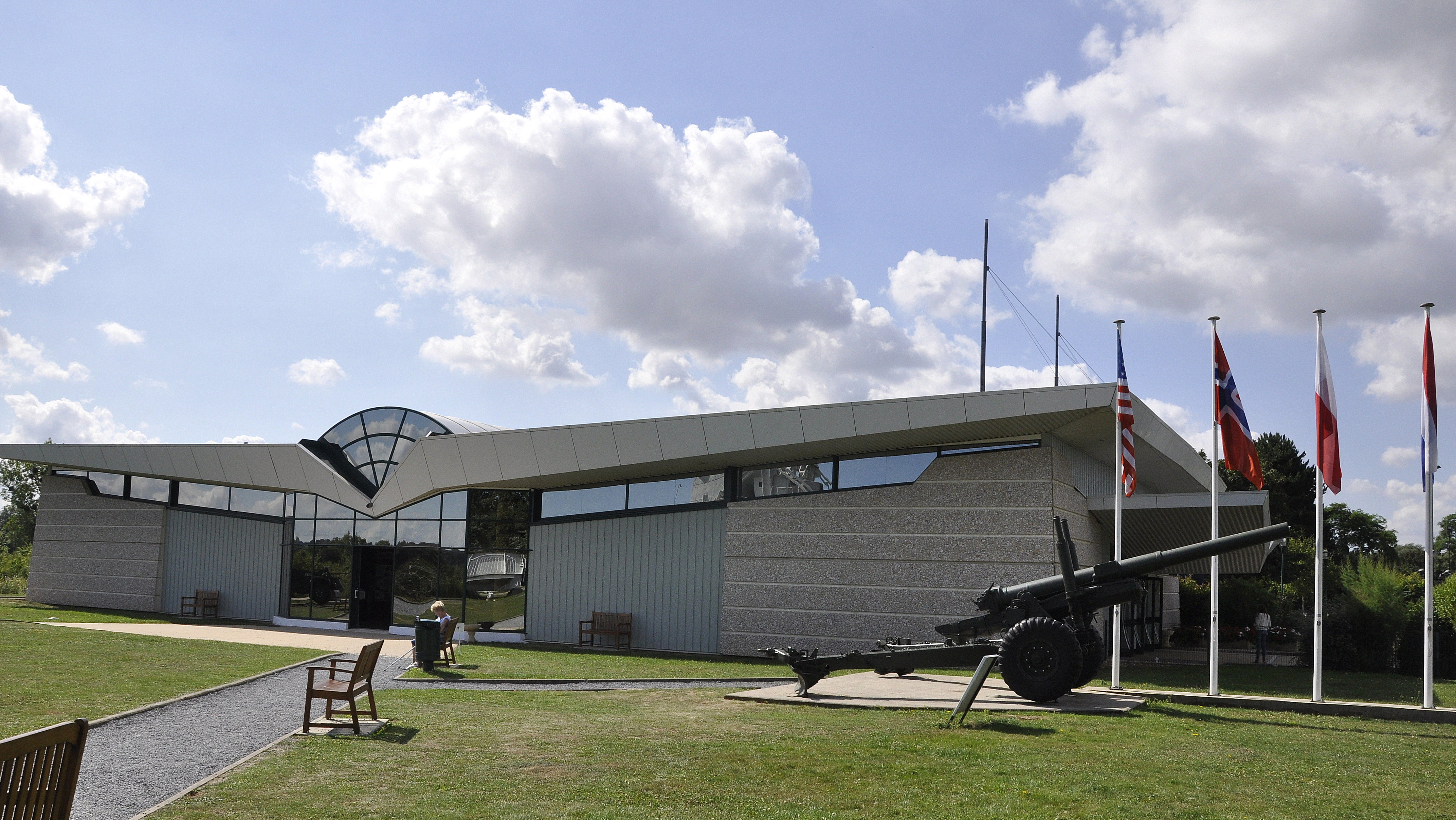
Het Mémorial Pegasus

Het Mémorial Pegasus is een museum in de Franse plaats Ranville, vlak bij de Pegasusbrug over het kanaal van Caen. De brug verbindt Ranville met de plaats Bénouville.
Het museum evoceert de gebeurtenissen tijdens de Operatie Overlord die op 6 juni 1944 leidden tot de verovering van de Pegasusbrug door troepen van de Britse 6e Luchtlandingsdivisie en hun daaropvolgende acties in de streek. Door de verovering van de brug belette men de aanvoer van Duitse versterkingen vanaf het oosten die eventueel de troepen op de landingsstranden konden bedreigen. Zij waren de eerste bevrijders die in de nacht van 5 op 6 juni 1944 in Frankrijk landden.
In 1974 opende het D-Day Commemoration Committee het Airborne Forces Museum op de westelijke oever van het kanaal, in Bénouville. De divisiecommandant van de Britse 6e luchtlandingsdivisie, generaal Richard Gale was op de openingsdag aanwezig. Het museum lag aan de overkant van de landingsplaats van de Horsa zweefvliegtuigen die soldaten van de luchtlandingsdivisie aan boord hadden. Dit museum sloot definitief zijn deuren in 1997.
Onder impuls van Raymond Triboulet (1906-2006), een Frans politicus en verzetsstrijder tijdens de Tweede Wereldoorlog, en het D-Day commemoration committee kocht men de oorspronkelijke Pegasusbrug aan. Het nieuwe en huidige museum, gelegen op de oostelijke oever van het kanaal, werd in 2000 geopend door prins Charles.

## De collectie
Professionele gidsen geven een gedetailleerde beschrijving van de acties van de Britse troepen aan de hulp van een maquette. Prominent aanwezig in het park zijn de Pegasusbrug, een nagebouwd Horsa-zweefvliegtuig en een baileybrug. Verder zijn er een aantal voertuigen tentoongesteld, geschut en een telegram van - naar men aanneemt - Adolf Hitler aan de ontwikkelaars van de baileybrug in Christchurch, Nieuw-Zeeland. Ook de doedelzak van Bill Millin heeft in een van de diorama's een plaats gekregen.

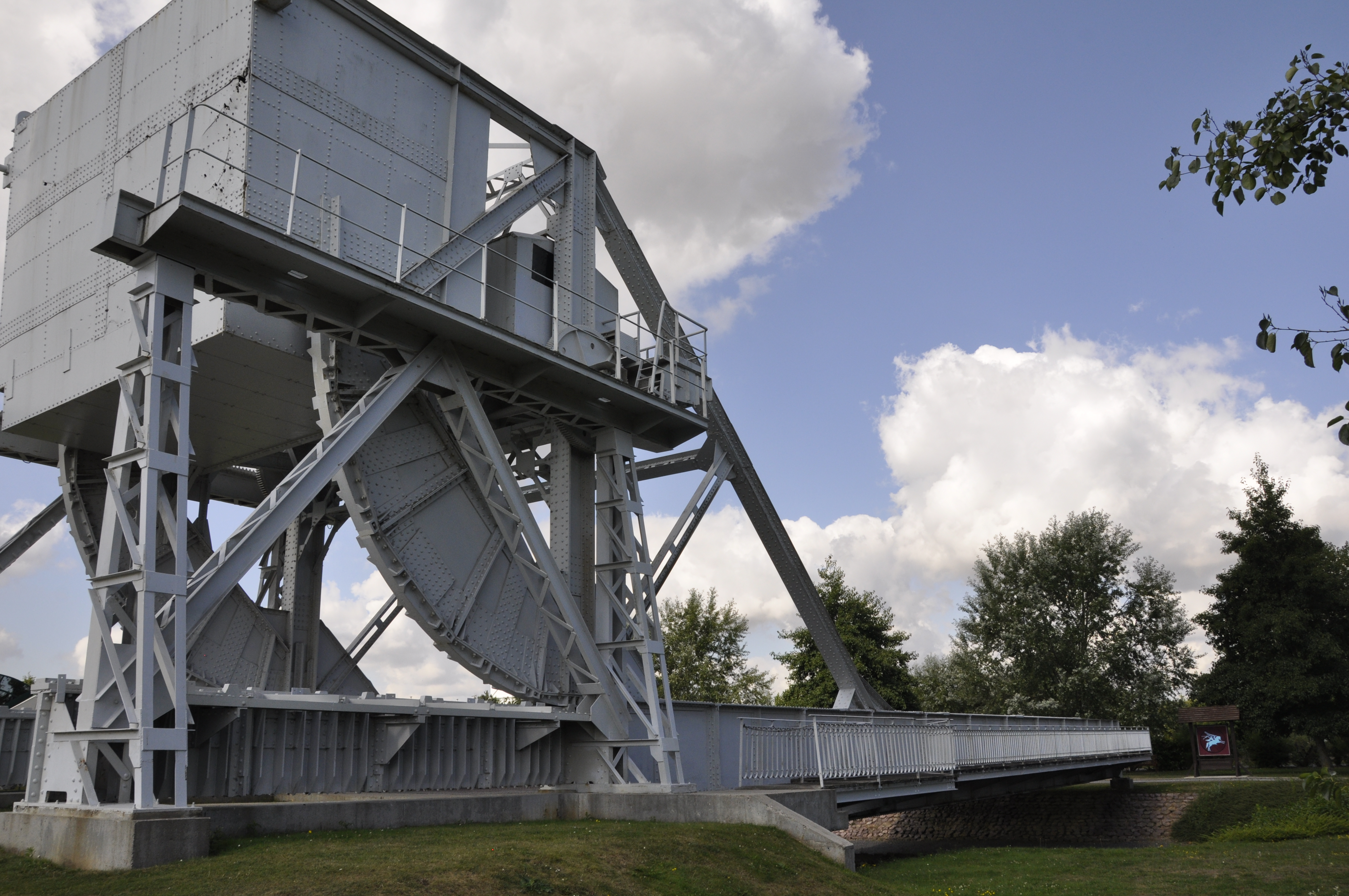
De Pegasusbrug uit 1944
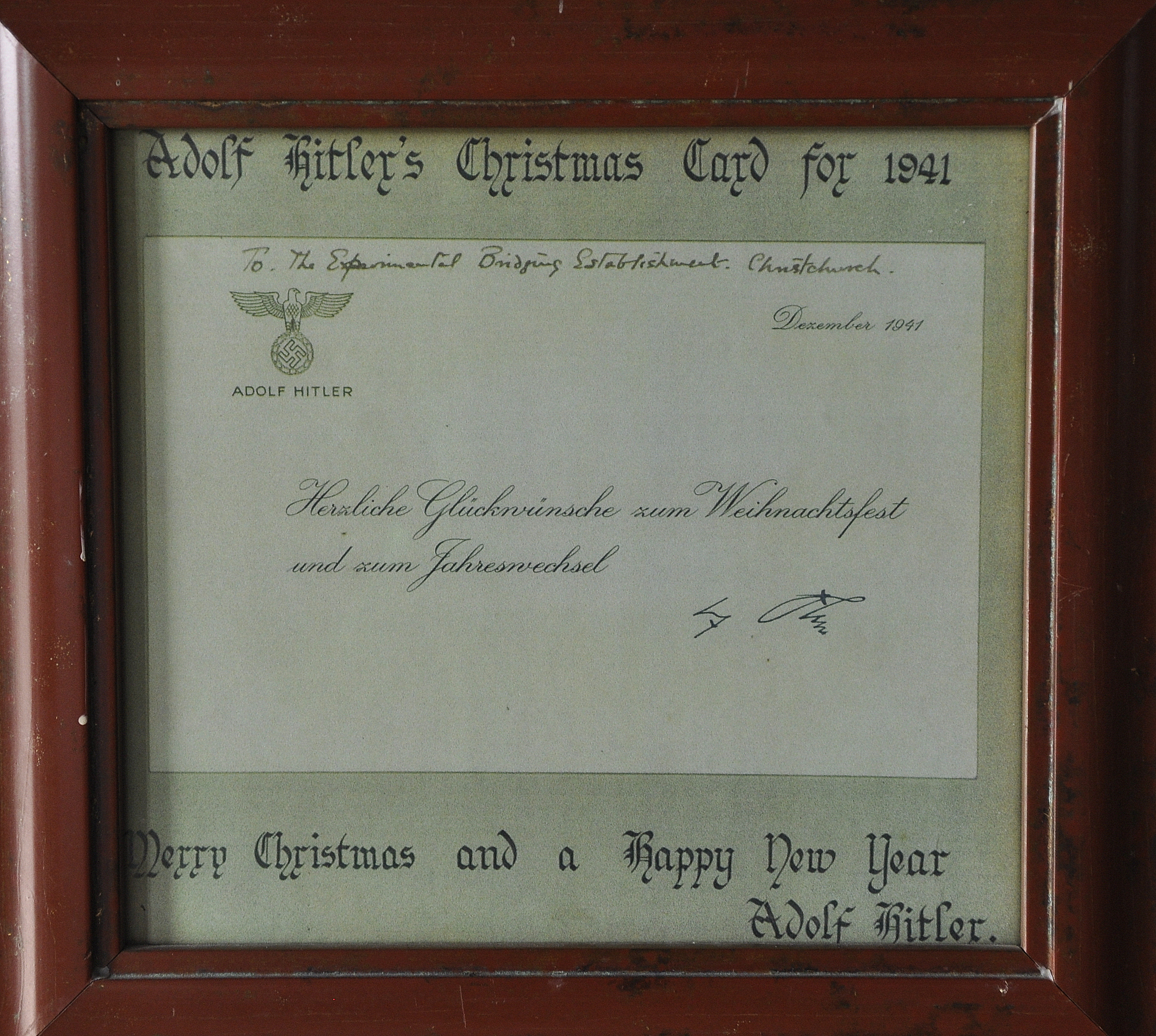
Het bewuste telegram
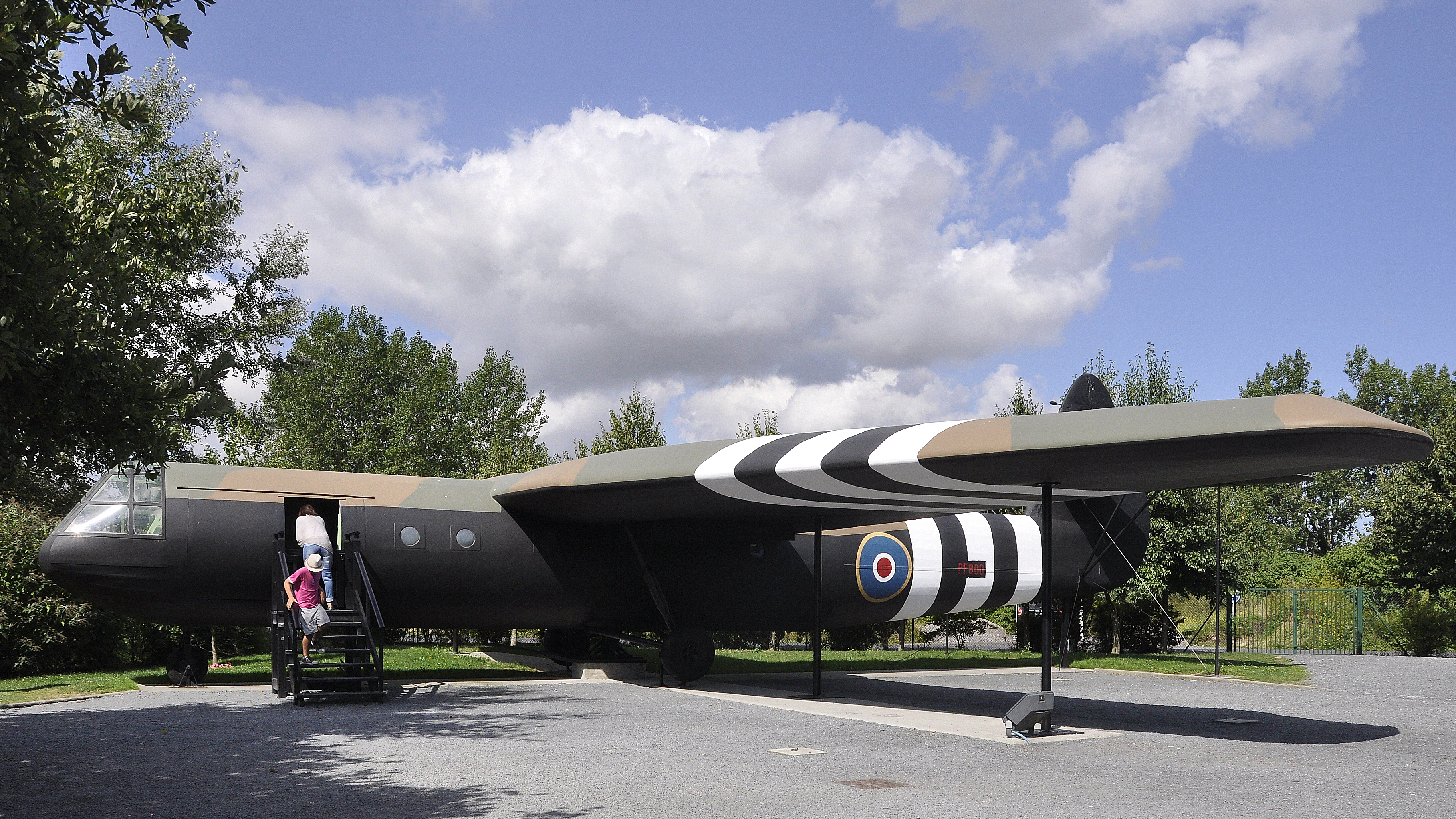
Replica van een Horsa zweefvliegtuig (Airspeed Horsa)
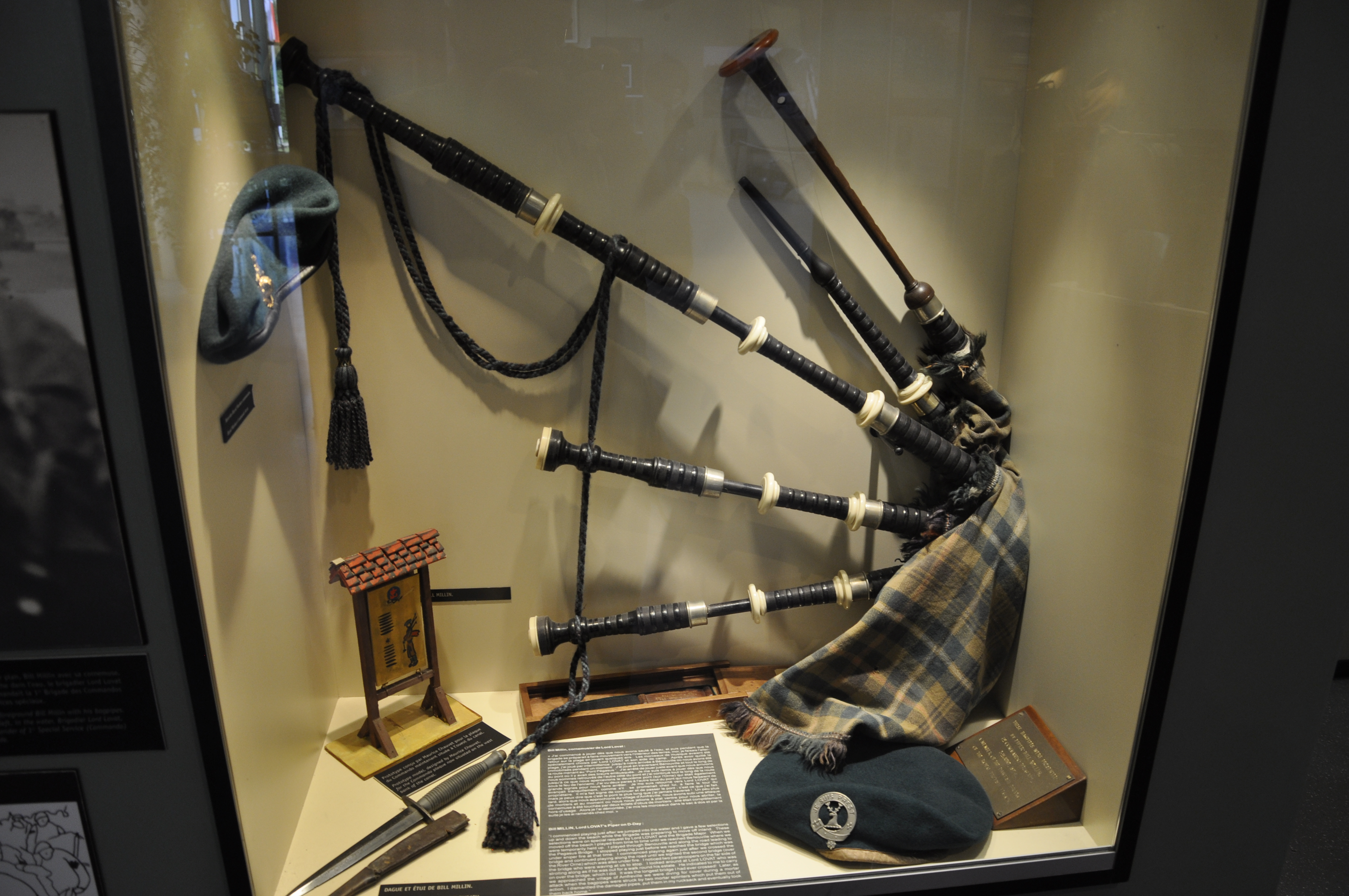
De doedelzak van Bill Millin